# Llista d'espècies de gal·lienièl·lids
Aquesta és la llista d'espècies de gal·lienièl·lids, una família d'aranyes araneomorfes de la superfamília dels gnafosoïdeus. Conté la informació recollida fins al 28 d'octubre de 2006 i hi ha citats 10 gèneres i 48 espècies. La seva distribució es redueix a Austràlia, Madagascar, i unes petites zones d'Àfrica i Amèrica.

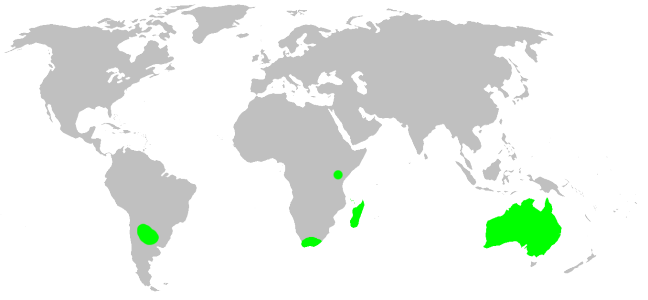
Distribució dels gal·lienièl·lids

## Gèneres i espècies

### Drassodella
Hewitt, 1916
- Drassodella melana Tucker, 1923 (Sud-àfrica)
- Drassodella purcelli Tucker, 1923 (Sud-àfrica)
- Drassodella quinquelabecula Tucker, 1923 (Sud-àfrica)
- Drassodella salisburyi Hewitt, 1916 (Sud-àfrica)
- Drassodella septemmaculata (Strand, 1909) (Sud-àfrica)
- Drassodella tenebrosa Lawrence, 1938 (Sud-àfrica)
- Drassodella vasivulva Tucker, 1923 (Sud-àfrica)

### Galianoella
Goloboff, 2000
- Galianoella leucostigma (Mello-Leitão, 1941) (Argentina)

### Gallieniella
Millot, 1947
- Gallieniella betroka Platnick, 1984 (Madagascar)
- Gallieniella blanci Platnick, 1984 (Madagascar)
- Gallieniella jocquei Platnick, 1984 (Illes Comores)
- Gallieniella mygaloides Millot, 1947 (Madagascar)

### Legendrena
Platnick, 1984
- Legendrena angavokely Platnick, 1984 (Madagascar)
- Legendrena perinet Platnick, 1984 (Madagascar)
- Legendrena rolandi Platnick, 1984 (Madagascar)
- Legendrena rothi Platnick, 1995 (Madagascar)
- Legendrena spiralis Platnick, 1995 (Madagascar)
- Legendrena steineri Platnick, 1990 (Madagascar)
- Legendrena tamatave Platnick, 1984 (Madagascar)

### Meedo
Main, 1987
- Meedo bluff Platnick, 2002 (Nova Gal·les del Sud)
- Meedo booti Platnick, 2002 (Nova Gal·les del Sud)
- Meedo broadwater Platnick, 2002 (Queensland)
- Meedo cohuna Platnick, 2002 (Austràlia Oriental)
- Meedo flinders Platnick, 2002 (Sud d'Austràlia)
- Meedo gympie Platnick, 2002 (Queensland, Nova Gal·les del Sud)
- Meedo harveyi Platnick, 2002 (Oest d'Austràlia)
- Meedo houstoni Main, 1987 (Oest d'Austràlia)
- Meedo mullaroo Platnick, 2002 (Sud d'Austràlia, Queensland fins a Victòria)
- Meedo munmorah Platnick, 2002 (Nova Gal·les del Sud)
- Meedo ovtsharenkoi Platnick, 2002 (Oest d'Austràlia)
- Meedo yarragin Platnick, 2002 (Oest d'Austràlia)
- Meedo yeni Platnick, 2002 (Oest d'Austràlia, Sud d'Austràlia, Victòria)

### Neato
Platnick, 2002
- Neato arid Platnick, 2002 (Oest d'Austràlia)
- Neato barrine Platnick, 2002 (Queensland)
- Neato beerwah Platnick, 2002 (Queensland, Nova Gal·les del Sud)
- Neato kioloa Platnick, 2002 (Nova Gal·les del Sud, Victòria)
- Neato palms Platnick, 2002 (Nova Gal·les del Sud)
- Neato raveni Platnick, 2002 (Queensland)
- Neato walli Platnick, 2002 (Queensland, Nova Gal·les del Sud, Victòria)

### Oreo
Platnick, 2002
- Oreo bushbay Platnick, 2002 (Oest d'Austràlia)
- Oreo capensis Platnick, 2002 (Oest d'Austràlia)
- Oreo kidman Platnick, 2002 (Territori del Nord)
- Oreo muncoonie Platnick, 2002 (Queensland)
- Oreo renmark Platnick, 2002 (Sud d'Austràlia, Queensland fins a Victòria)

### Peeto
Platnick, 2002
- Peeto rodmani Platnick, 2002 (Queensland)

### Questo
Platnick, 2002
- Questo annuello Platnick, 2002 (Victòria)

### Toxoniella
Warui & Jocqué, 2002
- Toxoniella rogoae Warui & Jocqué, 2002 (Kenya)
- Toxoniella taitensis Warui & Jocqué, 2002 (Kenya)